# Cottus hypselurus
Cottus hypselurus és una espècie de peix pertanyent a la família dels còtids.

## Descripció
- Fa 14 cm de llargària màxima.[4][5]

## Hàbitat
És un peix d'aigua dolça, demersal i de clima temperat (39°N-36°N).

## Distribució geogràfica
Es troba a Nord-amèrica: Missouri i Arkansas (els Estats Units).

## Observacions
És inofensiu per als humans.